# Scaptodrosophila novoguineensis
Scaptodrosophila novoguineensis är en tvåvingeart som först beskrevs av Oswald Duda 1923.  Scaptodrosophila novoguineensis ingår i släktet Scaptodrosophila och familjen daggflugor. Inga underarter finns listade i Catalogue of Life.